# Madhuca ochracea
Madhuca ochracea är en tvåhjärtbladig växtart som beskrevs av Yii och P.Chai. Madhuca ochracea ingår i släktet Madhuca och familjen Sapotaceae. Inga underarter finns listade i Catalogue of Life.